# Numerius
Numerius (abgekürzt N.) war ein römischer Vorname (praenomen), der nur sehr selten verwendet wurde. Der Name erscheint als Personenname auf der Fibula Praenestina und kam als Vorname bei den Oskern vor.
Im Rom der Republik übernahm ihn um 300 v. Chr. die Familie der Fabier. Daneben kam er anscheinend nur noch bei den Otaciliern vor.
Neben dem Vornamen wurde Numerius auch als römischer Gentilname verwendet, siehe Numerier.